# Adoración de los pastores (El Greco, 1565)
Adoración de los pastores es el tema de un lienzo del Greco, que consta con el número 24, en el catálogo razonado realizado por Harold Wethey, historiador del arte especializado en este artista.

## Tema de la obra
La Adoración de los pastores es el episodio evangélico que sigue al Nacimiento de Jesús y a la Anunciación a los pastores en el Evangelio de Lucas, único de los evangelios canónicos que narra este episodio. El Greco pintó varias veces este tema a lo largo de toda su vida, siendo —según Harold Wethey— este lienzo la primera versión autógrafa segura, ya que este autor duda de que el Tríptico de Módena sea obra de dicho pintor.

## Atribución de la obra
Atribuido a Giovanni Lanfranco en el siglo XVIII, este lienzo estuvo, a partir de 1820, considerado obra de Jacopo Bassano o de su entorno. En 1951 Wethey lo atribuyó al Greco, ya que algunas figuras de la composición guardan estrecha relación con el anciano y un mancebo representados en La curación del ciego (Dresde). Esta atribución obtuvo el consenso de la mayoría de los especialistas.

## Análisis de la obra

#### Datos técnicos y registrales
- Pintura al óleo sobre lienzo;
- 114 x 104 cm, según José Gudiol;[7]
- Pintado en 1565 ca. según Wethey (1570 ca. según otros autores);[8]
- Colección del duque de Buccleuch; Boughton House, Kettering (Inglaterra)[9][10]
- Catalogado con el número 4 por Gudiol, por Wethey con la referencia 24 y por Tizana Frati con la 6-c.[11]

#### Descripción de la obra
En el interior del establo, un pastor —de rodillas— se quita el sombrero, otro ofrece un cordero.al Niño Jesús. A la izquierda, la Virgen —mirando al espectador— se arrodilla hacia el Niño desnudo, fuente de luz de la escena, como en todas las versiones posteriores de este tema. La composición recuerda la Adoración de los Pastores del Tríptico de Módena, con nuevos elementos iconográficos.
La iluminación y el modelado denotan la influencia de Tiziano y de Tintoretto, lográndose una atmósfera solemne a través de pinceladas vivaces. Las figuras son redondeadas, con rostros expresivos e idealizados, principalmente el de María. Un buey y un burro se inclinan hacia el Niño y, detrás de la pared de la izquierda, se ve a un jinete solitario. A la derecha, unos jinetes con turbante se acercan a caballo, con su séquito montado en caballos y camellos, presagiando el episodio de la Adoración de los Reyes Magos. El paisaje grisáceo y la arquitectura castaño-oscura contrastan con el rico y bello colorido del resto de la obra. Destaca el azul oscuro del cielo y del ropaje del pastor de la derecha. La Virgen viste túnica rosa y manto azul, que resaltan ante la capa amarillo-castaño de san José. El pastor arrodillado viste de amarillo, con calzones verdes y sombrero rosado.